# Jouman Fattal
Pour les articles homonymes, voir Fattal.
 (janvier 2019).
Si vous disposez d'ouvrages ou d'articles de référence ou si vous connaissez des sites web de qualité traitant du thème abordé ici, merci de compléter l'article en donnant les références utiles à sa vérifiabilité et en les liant à la section « Notes et références ».
Jouman Fattal, née en 1992 à Homs,, est une actrice néerlandaise, d'origine syrienne.

## Filmographie

### Cinéma et téléfilms
- 2014 : Flikken Maastricht : Bingul
- 2016 : Moordvrouw : Darya Hassanada,
- 2016 : Project Orpheus : Amira el Kadi
- 2018 : Gelukzoekers (nl) : Faiza
- 2018 : Zuidas : Sabia Bennani
- 2018 : Anne+ : Sara
- 2025 : iHostage de Bobby Boermans : Rachelle